# Panorama (teatro)
Il panorama è un grande telone ancorato sia alla soffitta che alle pareti laterali, posto ad una certa distanza da esse e dal muro di fondo del palcoscenico; ne copre i tre lati fino alla soffitta, impedendo la visione dei muri allo spettatore da qualsiasi punto di vista, senza bisogno di cieli o arie o soffitti intermedi. Può essere di forma semicircolare, ellittico a tre lati con curve ai lati; può essere in tela, rigido (telaio ricoperto di compensato) o semirigido (su telaio la metà in basso, in tela la metà in alto).
La tela fortissima (canapa), dipinta di bianco, viene illuminata a cielo grazie a vari tipi di apparecchi illuminotecnici; usandoli alla massima intensità luminosa, poi diminuita fino al buio, si può realizzare l'alba e via via passare al tramonto fino a dare l'illusione della notte. Per le variazioni di colore si usano le gelatine con tutte le gradazioni di tinte, calde e fredde.
Le scene che si servono del panorama rappresentano in genere esterni: boschi, giardini, piazze, muri, paesaggi di montagna, pianura, ecc.
Nei grandi teatri è azionato elettricamente, su strada con ruote di ferro, di legno, di fibra, o con ruote a cuscinetti a sfere; le strade che lo sostengono sono di varie forme, la più usata è quella rettangolare con due centine in curva agli angoli; la sua guida può essere di legno duro, o di ferro e azionata a mano con corde di andata e ritorno.
Sono in uso anche panorami di plastica, in PVC, o in tulle che, essendo semitrasparenti, si possono illuminare dal rovescio, cioè dal fondo del palcoscenico.
Un grande panorama può arrotolarsi al proprio rullo in circa mezzo minuto.